# Savez jevrejskih opština Jugoslavije
Savez jevrejskih veroispovednih opština Jugoslavije, je bila organizovana zajednica Jevreja, čiji je cilj za vreme njenog postojanja bio da u Jugoslaviji, omogući život i kontinuitet jevrejske zajednice, zaštiti njen identitet i neguje jevrejsku tradiciju i kulturu.

## Nazivi
Savez jevrejskih veroispovednih opština Kraljevine Srba, Hrvata i Slovenaca (1919 — 1929) — Savez jevrejskih veroispovednih opština Kraljevine Jugoslavije (1929 — 1945) — Savez jevrejskih veroispovednih opština Jugoslavije (1929 — 1945) — Savez jevrejskih opština Jugoslavije (1945 —2006)

## Istorija
Savez jevrejskih veroispovednih opština Jugoslavije osnovan je u Osijeku u julu 1919. godine kao „Savez jevrejskih veroispovednih opština Kraljevine Srba, Hrvata i Slovenaca", neposredno posle završetka Prvog svetskog rata, nezavisnim inicijativama cionističkih vođa iz Beograda i Osijeka, dr Huga Špicera i dr Fridriha Popsa, koji su te godine došli do zaključka da je potrebno da se rad svih jevrejskih veroispovednih opština u novoj državi objedini.
Za sedište Saveza određen je glavni grad Jugoslavije Beograd. Za prvog predsednika izabrana je Hugo Špicer, a za potpredsednik Fridrih Pops.
U uslovima, koji su bili nepovoljni za mnoge manjinske zajednice u novonastaloj kraljevini Savez jevrejskih veroispovednih opština Jugoslavije nastao je kao rezultat neophodnosti da se osnivanja jedinstvene jevrejske organizacije u novoj državi istupi i štite interesi Jevreja rasutih u malim zajednicama širom tadašnje Kraljevine Srba, Hrvata i Slovenaca tj. Kraljevine Jugoslavije, nedovoljno sposobnim da se samostalno izbore za svoja prava.
Na prostoru Kraljevine Srba, Hrvata i Slovenaca živelo 1920-tih godina od 80.000 do 100.000 Jevreja u malim jevrejskim opštinama. Razjedinjeni, slabih pozicija, bez autoritativne zajedničke organizacije koja bi objedinjavala, predstavljala i zastupala njihove interese.
U skladu sa Pravilnikom, koje je Ministarstvo vera Kraljevine Srba, Hrvata i Slovenaca odobrilo 25. avgusta 1921. godine, Savez jevrejskih veroispovednih opština Jugoslavije je imao pravo da odlučuje o svim važnim pitanjima za život Jevreja, i bio kolektivni predstavnik Jevreja pred državnim vlastima u celom periodu između dva svetska rata. U tom periodu, na teritoriji Kraljevine Jugoslavije je postojalo 117 gradskih opština, od kojih je 105 bilo učlanjeno u jedinstveni Savez jevrejskih veroispovednih opština Jugoslavije, a 12 je bilo izdvojeno u Udruženje ortodoksnih jevrejskih veroispovednih opština.
Savez je odigrao veoma važnu ulogu u zaštiti kako kolektivnih tako i pojedinačnih prava Jevreja u Kraljevini i služio je kao primer dobre organizacije nekim drugim evropskim zajednicama.

### Aktivnosti Saveza između dva rata
Između dva svetska rata od 1919. do 1941.godine Savez jevrejskih veroispovednih opština Jugoslavije se bavio prvenstveno kulturnim, prosvetnim i verskim radom, ali se morao baviti i političkim temama pošto je bilo nužno suprotstaviti se merama koje su pogađale Jevreje, kao što su bile:
- Uredbi o izgonu stranaca iz 1919. godine
- Pojavama antisemitizma,
- Povremene antijevrejske kampanje,
- Zavođenja numerusa klauzusa u Kraljevini Jugoslavije 1940. godine,
- Upis Jevreja u srednje i visoke škole
- Zabrane bavljenja određenim poslovima kao što je trgovina hranom.

Nakon dolaska Adolfa Hitlera na vlast u Nacističkoj Nemačkoj, 1933. godine, Savez jevrejskih veroispovednih opština Jugoslavije je posvetio pomoći Jevrejima koji su napuštali Neamčku, a kasnije Austriju, Čehoslovačku i Poljsku i koji su preko Kraljevine Jugoslavije odlazili u zemlje koje su im pružile utočište i garantovale život.
Procjenjuje se da je na prostoru Kraljevine Jugoslavije pred Aprilski rat u Jugoslaviji živelo oko 77.000 Jevreja. Od toga je domicilnih bilo oko 75.000 i otprilike 2.000 onih koji su nakon 1939. godine prebjegli sa drugih teritorija na teritorij Kraljevine Jugoslavije.

### Zgrada Saveza u Beogradu
Za potrebe Savez jevrejskih veroispovednih opština Jugoslavije, tri godine nakon njegovog osnivanja, tačnije 1922. godine u ulici Kneginje Ljubice 34, izgrađena je zgrada po projektu arhitekte Samuela Sumbula, dok je plan obnove objekta 1938. godine izradio Isak Azriel.

### Savez u Drugom svetskom ratu
Nakon okupacije Kraljevine Jugoslavije nastupilo je najteže razdoblje u životu jugoslovenske jevrejske zajednice. U Holokaustu je stradalo oko 80% (95%) Jevreja Jevreji sa prostora Kraljevine Jugoslavije, kao i mnoge jevrejske opštine u jugoslovenskim gradovima su uništene. Bilans ovog stradanja, koje je trajalo pune četiri godine, zaostaje jedino za tragedijom Jevreja u Poljskoj. Pored 60.000 ubijenih, među onima koji su preživeli to užasno doba, bio je veliki broj onih koji se nikada nisu fizički i psihički opravili od strahovitih patnji i tortura kojima su bili podvrgnuti. Jevrejska imovina je opljačkana, sinagoge porušene, a veliki deo grobalja zapušten ili potpuno uništen.
Rad Savez jevrejskih veroispovednih opština Jugoslavije, što zbog zabrana vlasti što zbog uništenja najvećeg delova članstva bio je u prekidu gotovo četiri godine do oslobođenja Jugoslavije odnosno uspostave vlasti na celoj teritoriji novoformirane FNR Jugoslavije.

### Saveza posle Drugog svetskog rata
Posle Drugog svetskog rata preživeli Jevreji, uz volonterski rad pojedinaca i pomoć jevrejskih organizacija, obnovili su i nastavili rad svojih zajednica. Fridrih Pops, koji je bio predsednik Saveza jevrejskih veroispovednih opština Jugoslavije još od 1933. godine, ratne godine je proveo krijući se u Beogradu kod prijatelja. Dva dana posle oslobodjenja Beograda 22. oktobra 1944. godine je ušao u stare prostorije i na ulazu istakao natpis Savez jevrejskih veroispovednih opština Jugoslavije. Ovim simboličnim gestom je objavio da ova organizacija i dalje postoji i da će ponovno nastaviti sa aktivnostima jevrejske populacije i njenih organizacija u posleratnoj FNR Jugoslaviji.
Rad Savez jevrejskih veroispovednih opština Jugoslavije je i formalno bio obnovljen decembra 1944. godine a sama organizacija je zvanično priznata kao legalni predstavnik jugoslovenskih Jevreja.
Vlasti FNR Jugoslavije su jevrejsku zajednicu simbolično priznale otvaranjem obnovljene jedine preostale Beogradske sinagoge, koje je bilo, radi potpunog utiska i simbolike bilo izvršeno na Šabat, tj. u subotu, 2. decembra 1944. godine u 10 časova pre podne. Bila je to zgrada bogomolje aškenskog obreda u Kosmajskoj 19. (danas ulica Maršala Birjuzova).. Ovom činu je prisustvovala i delegacija Vlade koja je bila sastavljena od članova Antifašističkog vijeća narodnog oslobođenja Jugoslavije (AVNOJ) i članova nove jugoslovenske Vlade koju je predvodio Moša Pijade.
Prema raspoloživim podacima, neposredno po obnavljanju rada Savez jevrejskih veroispovednih opština Jugoslavije krajem 1944. godine, na teritoriji Jugoslavije je živelo samo oko 1.200 Jevreja. U procesu organizovane repatrijacije i pojedinačnih povrataka, ovaj broj se znatno povećao u toku 1946 godine. Od 9.525 osoba, koliko ih je, prema prvim izvršenim popisima članova bilo početkom oktobra 1945 godine. Njihov broj je do kraja novembra 1946. godine narastao na 12.495 osoba.
Savez jevrejskih veroispovednih opština Jugoslavije je u posleratnom periodu bio rekonstruisan na bazi zakona koji je bio donet još za vreme Kraljevine Jugoslavije, a prema tom zakonu Savez jevrejskih verosipovednih opština Jugoslavije je bio tretiran kao verska zajednica. Savez jevrejskih veroispovednih opština Jugoslavije je bio ustanovljen pod istim nazivom kakav je imao i tokom predratnog perioda. Položaj svih posleratnih verskih zajednica je bio zasnovan na odredbama Ustava FNR Jugoslavije iz 1946. godine, čije odredbe su bile opšte i odnosile su se na sve verske zajednice koje su postojale i delovale na tlu FNR Jugoslavije. Nije bilo nikakvog odredjenog zakona koji bi specijalno uredjivao status jevrejskih zajednica.
Iako su nakon drugog svetskog rata jevrejske zajednice bile obnovljene kao verske organizacije, jevrejsko rukovodstvo je, vremenom, počelo da, umesto verskog karaktera Saveza jevrejskih veroispovednih opština Jugoslavije, potencira nacionalni, u nameri da ubrza proces prilagođavanja. Najvažniji zadatak koji se postavljao pred pripadnike jugoslovenske jevrejske populacije je bio da zajedno sa ostalim jugoslovenskim narodima rade na izgradnji "novog života u novoj Jugoslaviji", kako je glasila popularna krilatica tog vremena.
Novi društveno-politički uslovi su iziskivali promene u načinu organizacije i realizacije novih sadržaja, uz negovanje starih tradicija. Iz tog razloga je bilo nužno stalno pilagodjavanje novonastalim okolnostima i životnoj realnosti. Proces prilagođavanja i promene položaja i karaktera posleratne jevrejske zajednice je bio zvanično proklamovan na šestoj posleratnoj konferenciji jevrejskih opstina FNR Jugoslavije u septembru 1952. godine, što je bilo ozvaničeno uklanjanjem odrednice veroispovednih iz zvaničnog naziva Saveza. Ovim nazivom je eksplicitno bilo sugerisano se da je, u okvirima jugoslovenske jevrejske zajednice, religija bila udaljena iz javne sfere u oblast privatnog duhovnog domena, čime se ona u potpunosti prilagodila proklamovanom komunističkom principu odvajanja crkve od države.
Bez uspeha su ostali i napori da se oživi Savez cionista Jugoslavije. Jugoslovenski Jevreji, pristalice cionističke ideje su se, pri organizovanju Alija (pojam kojim se označuje doseljavanje Jevreja u Eretz Jisrael tj. Izrael i Palestinu), prvi osetili pozvanim da se prijave za iseljenje, tako da je u FNR Jugoslaviji, posle 1952. godine, ostao da živi veoma mali broj pristalica ove ideje.
Posle formiranja države Izrael, FNR Jugoslavija je bila jedna od prvih zemalja koje su ovu državu i zvanično priznale. Pre Jugoslavije, Izrael su De facto priznale Sjedinjene Američke Države (SAD), a De jure Sovjetski Savez (SSSR). Ovakav stav jugoslavenske vlade je naišao na negativan stav je naišao na negativnu reakciju u arapskim krugovima.
Između 1948. i 1952. godine, značajne aktivnosti Savez jevrejskih veroispovednih opština Jugoslavije bile su usmerene na iseljavanje Jevreja u Izrael. FNR Jugoslavija je dozvolila svim svojim jevrejskim građanima da se isele u ovu zemlju, bez ograničavanja i uslovljavanja, osim onih koja su već postojala i važila i za druge građane (po dobijanju otpusta iz državljanstva i saglasnosti vlasti da se iseljavanje odobri). U nekoliko talasa (sveukupno šest Alija od 1948. do 1952.) iseljavanja u tom periodu, otišlo je oko 8.618 jugoslovenskih Jevreja. Od toga je 4.517 bilo poreklom iz NR Srbije, 2.747 iz Hrvatske, 974 iz Bosne i Hercegovine, 308 iz Makedonije, 68 iz Slovenije i 4 iz Crne Gore.
Nakon masovnih iseljavanja u FNR Jugoslaviji ostalo je 6.175 Jevreja, većinom starijih, čiji život nije zamro zahvaljujući, između ostalog, pomoći koje su pružale jevrejske organizacije u svetu, pre svega američko jevrejsko dobrotvorno društvo JOINT.
U tom periodu Savez jevrejskih opština Jugoslavije je:
- osnovao Jevrejski istorijski muzej,
- obnovio izdavačku delatnost i objavio veliki broj naslova,
- nastavio, ratom prekinut, jevrejski kulturni, obrazovni i verski život.[6]

## Prestanak rada
Nastanak međunacionalnih oružanih sukoba na prostoru SFR Jugoslavije, a potom i uvođenje nametnutih sankcija SR Jugoslaviji, odrazio se i na rad Jevrejske zajednice, i nove zadatke, pre svega pružanja pomoći u hrani, odeći, lekovima, organizovanju smeštaja za Jevreje izbeglice iz Bosne i Hercegovine, a docnije i njihovu evakuaciju u Izrael i druge zemlje.
U novonastalim uslovima Savez jevrejskih veroispovednih opština Jugoslavije postojao je sve do 1991. godine, kada je nakon raspada SFR Jugoslavije, bratoubilačkih ratova i razdvajanja Srbije i Crne Gore, u junu 2006. godine, konačno je započet proces stvaranja nezavisnih država, u kome su osnivani savezi jevrejskih opština, različitih naziva:
- Koordinacija židovskih općina Hrvatske
- Jevrejska zajednica Bosne i Hercegovine
- Evrejska zajednica Makedonije
- Judovska skupnost u Sloveniji
- Savez jevrejskih opština Srbije (nakon razdvajanja Srbije i Crne Gore, u junu 2006).

## Predsednici
- Hugo Špicer (1919-1933)
- Fridrih Pops (1934-1948)
- Albert Vajs ([1948-1964)
- Lavoslav Kadelburg (1964-1991)